# Gadingan (Mojolaban)
Gadingan is een bestuurslaag in het regentschap Sukoharjo van de provincie Midden-Java, Indonesië. Gadingan telt 5906 inwoners (volkstelling 2010).